# François-Borgia Marie Evembé
François-Borgia Marie Evembé (devenu par la suite Evemba Njoku'a'Vembe) est un écrivain camerounais né le 11 octobre 1938 à Kribi, dans la région du Sud.

## Biographie
Evembé est issu d'une famille catholique. Il fut baptisé « François-Borgia Marie » en l'honneur de l'« intercession divine » qui avait permis la naissance d'un enfant mâle. Evembé fréquenta d'abord l'école de la mission catholique de Kribi, puis le collège Liebermann à Douala, mais développa par la suite une attitude assez ambivalente à l'égard de l'Église.

## Œuvres
- Sur la terre en passant, Présence africaine, Paris, 1966
- Tempête , recueil de poèmes, 1967
- Les morts... de demain, recueil de nouvelles, CLÉ, Yaoundé, 1983

## Distinctions
En 1967 le Grand prix littéraire d'Afrique noire lui est décerné pour son roman Sur la terre en passant, ex-aequo avec Jean Pliya pour Kondo le requin.